# 루이지 디베르티

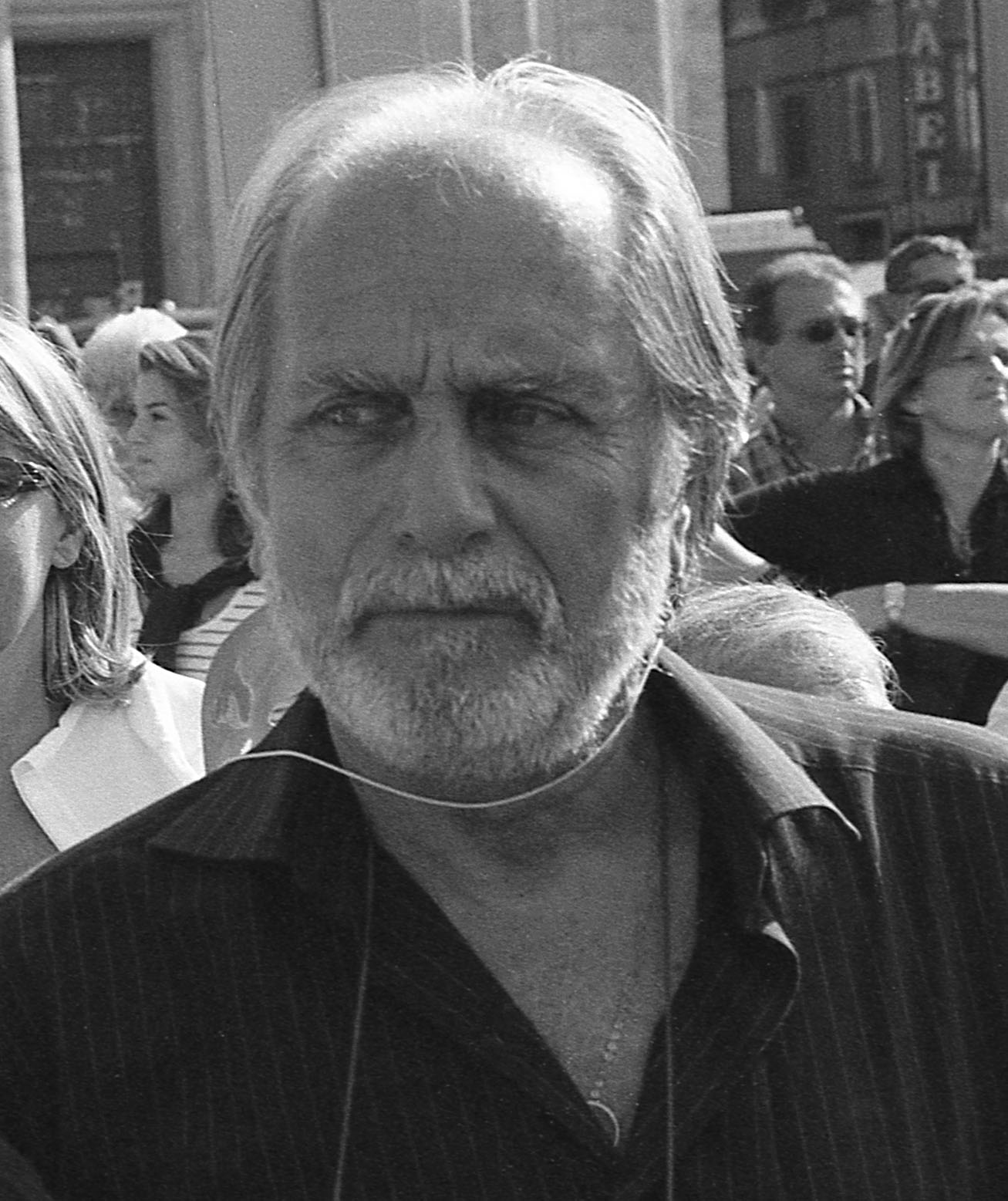

루이지 디베르티(Luigi Diberti, 1939년 9월 29일 ~ )는 이탈리아의 배우, 성우이다.
토리노에서 태어났다.

## 영화
- 더 네스트 (2016년)
- 베키 파찌 (2015년)
- 와일드 블러드 (2008년)
- 새턴 인 오퍼지션 (2007년)
- 리틀 모어 댄 어 이어 어고 (2003년)
- 요한 계시록 (2002년)
- 라스트 키스 (2001년)
- 홀리데이 (2000년)
- 과르다미 (1999년)
- 로잔나 포에버 (1997년)
- 스탕달 신드롬 (1996년)
- 불멸의 연인 (1994년)
- 아름다운 마리 퀴리 (1991년)
- 사랑 이야기 (1986년)
- 시실리 마피아 (1984년)
- 오베르왈드의 비밀 (1980년)
- 필링 러브 (1978년) - 마르코 역
- 사이킥 (1977년)
- 와이프 미스트리스 (1977년)
- 올 스크루드 업 (1973년)
- 글리 오르디니 소노 오르디니 (1972년)
- 미미의 유혹 (1972년)
- 모스크바의 야간 탈출 (1972년)
- 천국으로 가는 노동계급 (1971년)
- 메텔로 (1970년)